# Harry Rapier
Harry Rapier (Lebensdaten unbekannt) war ein deutscher Fußballspieler.

## Karriere
Rapier gehörte dem Düsseldorfer FC 1899 als Torwart an, für den er in den vom Rheinisch-Westfälischen Spiel-Verband organisierten Meisterschaften Punktspiele bestritt. Am Saisonende 1906/07 gewann er die Meisterschaft im Rheinbezirk Nord, in einem von seinerzeit sieben Bezirken. In der sich anschließenden Endrunde um die Westdeutsche Meisterschaft gelangte seine Mannschaft in Essen mit dem 5:1-Sieg über den BV 04 Dortmund und in Duisburg mit dem  3:1-Sieg über den Kölner FC 1899 ins Finale. In der am 24. März 1907 in Duisburg gegen den Casseler FV ausgetragenen Begegnung war der Düsseldorfer FC 1899 mit 7:0 deutlich überlegen.
Mit diesem Erfolg war seine Mannschaft in der Endrunde um die Deutsche Meisterschaft vertreten. Sein einziges Endrundenspiel bestritt er am 21. April 1907 bei der 1:8-Niederlage gegen den FC Victoria 1895 im Viertelfinale. Dies war nach dem knappen Halbzeitstand von 1:2 jedoch hauptsächlich darin begründet, dass er in der 55. Minute beim Stand von 1:3 wegen Unsportlichkeit vom Platz gestellt worden war. Zur damaligen Zeit waren in der Regel noch keine Auswechslungen gestattet, so dass ein Feldspieler das Tor hüten musste.

## Erfolge
- Westdeutscher Meister 1907
- Meister Rheinbezirk Nord 1907